# Ligny-Saint-Flochel
Ligny-Saint-Flochel is een gemeente in het Franse departement Pas-de-Calais (regio Hauts-de-France) en telt 202 inwoners (1999). De plaats maakt deel uit van het arrondissement Arras.

## Geografie
De oppervlakte van Ligny-Saint-Flochel bedraagt 5,3 km², de bevolkingsdichtheid is 38,1 inwoners per km².
De onderstaande kaart toont de ligging van Ligny-Saint-Flochel met de belangrijkste infrastructuur en aangrenzende gemeenten.

## Demografie
Onderstaande figuur toont het verloop van het inwonertal (bron: INSEE-tellingen).